# Asya Branch
Asya Danielle Branch (Booneville, 5 de maio de 1998) é uma titular de concurso de beleza americana que foi coroada Miss EUA 2020 e que representará os Estados Unidos no concurso Miss Universo 2020.
Ela é a primeira mulher de seu estado a ser coroada Miss EUA e também foi a primeira mulher afro-americana a ser coroada como Miss Mississippi USA.
Anteriormente, ela foi coroada Miss Mississippi 2018 e passou a competir no Miss América 2019, onde não foi colocada. Ela ficou em segundo lugar no prêmio de Qualidade de Vida no concurso.